# Uni5: The World's Enemy
Uni5: The World's Enemy är Bone Thugs-N-Harmonys åttonde studioalbum, släppt den 4 maj 2010 på BTNH Worldwide med distribution av Warner Bros. Records.

## Singlar
Albumets första singel, "See Me Shine" feat. Lyfe Jennings, Phaedra och Jay Rush släpptes den 20 oktober 2009. Andra singeln, "Rebirth" feat. Thin C släpptes den 15 februari 2010. "Rebirth" är producerad av Pooh Bear och King David. Albumets tredje singel, "Meet Me in the Sky" släpptes den 22 mars 2010.. "Gangsta's Glory" släpptes som gratis nedladdning på gruppens officiella webbplats den 28 januari 2010. Sången är producerad av Matt Velo.

## Låtlista
| Nr  | Titel                               | Producent(er)              | Längd |
| --- | ----------------------------------- | -------------------------- | ----- |
| 1.  | The Law (Intro)                     | DJ U-Neek                  | 1:01  |
| 2.  | Rebirth (feat. Thin C)              | Pooh Bear, King David      | 7:16  |
| 3.  | See Me Shine (feat. J Rush)         | Excel & Krayzie Bone       | 6:04  |
| 4.  | Only God Can Judge Me               | L.T. Hutton & Krayzie Bone | 4:13  |
| 5.  | Wanna Be                            | DSP                        | 5:18  |
| 6.  | My Life                             | Thin C                     | 4:49  |
| 7.  | Everytime                           | L.T. Hutton & Krayzie Bone | 5:34  |
| 8.  | Fearless (Interlude)                | DJ U-Neek                  | 0:34  |
| 9.  | Gone (feat. Ricco Barrino)          | FATBOI                     | 4:29  |
| 10. | Meet Me in the Sky (feat. K-Young)  | L.T. Hutton                | 5:16  |
| 11. | Universe                            | DJ U-Neek                  | 3:44  |
| 12. | A New Mind = A New Life (Interlude) | DJ U-Neek                  | 0:45  |
| 13. | Pay What They Owe                   | DJ U-Neek                  | 5:25  |
| 14. | Facts Don't Lie                     | DJ U-Neek                  | 3:42  |

| 15. | My Street Blues       | DJ U-Neek   | 5:30 |
| 16. | Vegas (feat. K-Young) | L.T. Hutton | 4:15 |